# Leopa
Leopa ist eine osttimoresische Aldeia im Suco Dato (Verwaltungsamt Liquiçá, Gemeinde Liquiçá). 2015 lebten in der Aldeia 3320 Menschen.

## Geographie
Leopa liegt im Nordosten des Sucos Dato und umfasst den östlichen Teil des Zentrums der Gemeindehauptstadt Vila de Liquiçá. Westlich liegt die Aldeia Camalelara und südlich die Aldeia Puquelara. Im Südwesten grenzt Leopa an den Suco Loidahar und im Osten an den Suco Maumeta, in den sich Vila de Liquiçá weiter ausdehnt. Die Grenze zu Maumeta bildet der Fluss Gularkoo. An der Küste der Sawusee liegt der Strand von Liquiçá, der bis zum Black Rock, nahe dem Ponta Gu Ilo reicht. Die nördliche Küstenstraße, eine der wichtigsten Verkehrswege des Landes, führt durch Leopa.

## Geschichte
Beim Kirchenmassaker von Liquiçá am 6. April 1999 ermordeten indonesische Sicherheitskräfte und Milizen je nach Quelle zwischen 61 und 200 Menschen. Große Teile von Vila de Liquiçá wurden während der Krise in Osttimor 1999 durch pro-indonesische Milizen zerstört.
Am 1. und 2. Januar 2008 verwüsteten Überschwemmungen Dato, Luculai und Maumeta. Die Bevölkerung konnte rechtzeitig von der Nationalpolizei evakuiert werden, so dass keine Personen zu Schaden kamen.

## Einrichtungen und Sehenswürdigkeiten
In Leopa befinden sich die meisten Bauwerke aus der portugiesischen Kolonialzeit in Liquiçá. Dazu gehören die Residenz des Administrators von Liquiçá, das Büro des Administrators, das Büro des stellvertretenden Sekretärs des Administrators, das Hotel Tokodede, die Pfarrei im Gebäude der ehemaligen Gemeindeschule von Liquiçá, die Pfarrkirche São João de Brito und die Grundschule Liquiçá (Escola Básica EB).
Weitere Schule sind die Grundschule Liquiçá (Escola Básica Católica EBC), Sekundarschule São João de Brito (Escola Secundaria Católica ESC) und die Sekundarschule Liquiçá (Escola Secundária Pública ESP). Außerdem liegen in Leopa der Sitz des Sucos Dato, das Regionalbüro des Centro Nacional Chega! (CNC), der Friedhof Liquiçá, die Polizeistation, das Büro der Verteidigungskräfte und die Moschee von Liquiçá.

## Politik
2023 wurde Antonio da Silva Martins zum Chefe de Aldeia gewählt.